# نیلوفر آبی ژاپنی
نیلوفر آبی ژاپنی (نام علمی: Nuphar japonica) نام یک گونه از سرده نیلوفر آبی زرد است.